# Asawira
Els asawira (persa asavaran, àrab asawira) eren cavallers de l'exèrcit sassànida, que s'autoequipaven. Eren reclutats entre els nobles (dekhans) i estaven organitzats de marea feudal fins al temps de Còsroes I (531 - 579) quan l'exèrcit va esdevenir centralitzat. Se'ls esmenta a partir del segle iv.